# Ruth Lillegraven

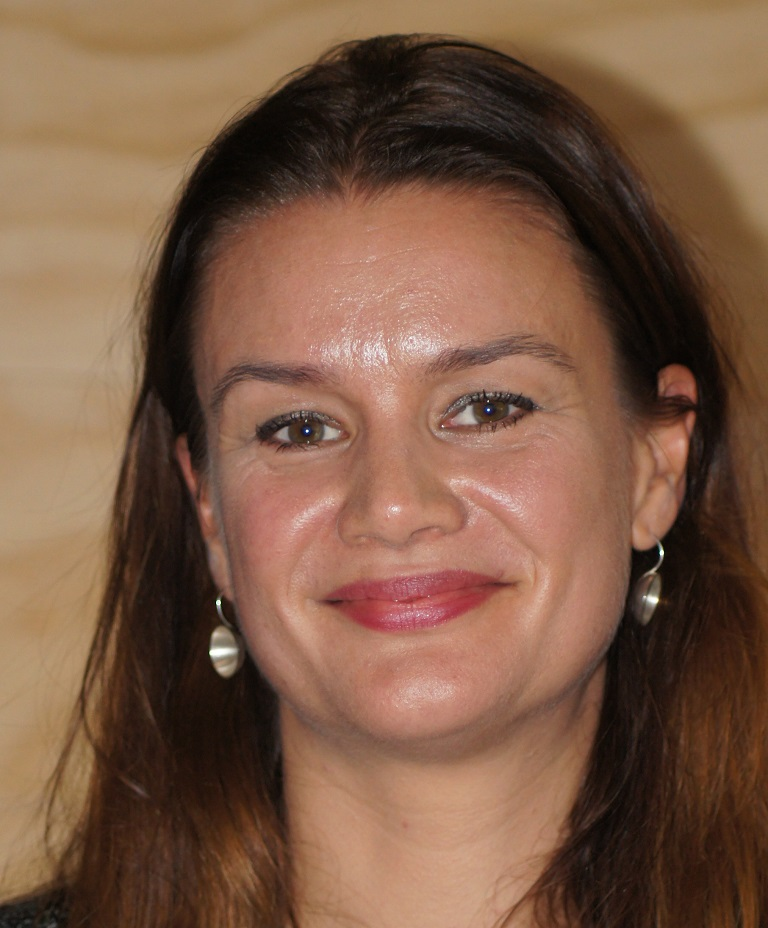
Ruth Lillegraven (2019)

Ruth Lillegraven (* 21. Oktober 1978 in Granvin) ist eine norwegische Schriftstellerin und Lyrikerin.

## Leben
Lillegraven arbeitete im Ministerium für Verkehr und Kommunikation (Samferdselsdepartementet, SD). Sie sitzt gegenwärtig im Vorstand des Literaturhauses in Oslo (Litteraturhuset i Oslo).
Lillegraven debütierte 2005 mit der Gedichtsammlung Store stygge dikt. Für Urd erhielt sie 2013 einen Brageprisen und im folgenden Jahr den offenen Preis der norwegischen Buchblogger. Ihr erster Roman Mellom oss erschien 2011, 2018 der Psychothriller Alt er mitt. Daneben schrieb sie Texte zu Bilderbüchern und veröffentlichte 2016 mit Eg er eg er eg er eine Gedichtsammlung für Kinder.
Sie schreibt in Nynorsk und erhielt 2012 den Literaturpreis der Sokneprest Alfred Andersson-Rysst-Stiftung.

## Werke
- Store stygge dikt. Gedichtsammlung, 2005.
- Mellom oss. Roman, 2011.
- Mari og Magnus flyttar inn. Bilderbuch, illustriert von Inger Landsem, 2011.
- Mari og Magnus og smokketjuven. Bilderbuch, illustriert von Inger Landsem, 2012.
- Mari og Magnus får katt. Bilderbuch, illustriert von Inger Landsem, 2013.
- Urd. Gedichtsammlung, 2013.
- Mari og Magnus hos bestemor. Kinderbuch, 2014.
- Manilahallen. Gedichtsammlung, 2014.
- Atlanten. Lyrik, 2015.
- Sigd. Gedichtsammlung, 2016.
- Eg er eg er eg er. Gedichtsammlung für Kinder, 2016.
- Disse dagene, dette livet. Dikt vi har sammen. Lyrik, 2016.
- Alt er mitt. Psychothriller, 2018.

## Werke auf Deutsch
Sichel. Gedicht. – Ins Deutsche übersetzt von Klaus Anders. Edition Rugerup, Berlin 2019. ISBN 978-3-942955-75-1.